# Witkeelbladspeurder
De witkeelbladspeurder (Syndactyla roraimae) is een zangvogel uit de familie Furnariidae (ovenvogels).

## Verspreiding en leefgebied
Deze soort telt vier ondersoorten:
- S. r. paraquensis: tepuis van het zuidelijke deel van centraal Venezuela.
- S. r. duidae: Duidagebergte en Yavigebergte (het zuidelijke deel van centraal Venezuela en noordelijk Brazilië).
- S. r. roraimae: Roraimagebergte (zuidoostelijk Venezuela, westelijk Guyana en noordelijk Brazilië).
- S. r. urutani: zuidoostelijk Venezuela.

## Status
De grootte van de populatie is niet gekwantificeerd maar de soort wordt omschreven als schaars. Op de Rode lijst van de IUCN heeft deze soort de status niet bedreigd.